# خيطبية سريعة
خيطبية سريعة (الاسم العلمي: Hyphomicrobium facile) هي نوع من البكتيريا يتبع جنس الخيطبية من فصيلة الخيطبيات.